# Efferia sonorensis
Efferia sonorensis este o specie de muște din genul Efferia, familia Asilidae, descrisă de Forbes în anul 1987. Conform Catalogue of Life specia Efferia sonorensis nu are subspecii cunoscute.